# IC 4487
IC 4487 је спирална галаксија у сазвјежђу Волар која се налази на листи објеката дубоког неба у Индекс каталогу.
Деклинација објекта је + 18° 34' 37" а ректасцензија 14h 41m 52,2s. Привидна величина (магнитуда) објекта IC 4487 износи 14,7 а фотографска магнитуда 15,5. IC 4487 је још познат и под ознакама MCG 3-37-37, CGCG 105-3, CGCG 104-70, PGC 52496.